# Prepoštská jeskyně
Prepoštská jeskyně se nachází téměř v centru lázeňského města Bojnice v okrese Prievidza. Poloha na západním okraji Hornonitranské kotliny na úpatí mohutné travertinové kopy pod současným historickým jádrem města poskytovala ochranu a vhodné životní podmínky již neandrtálcům v čase moustérienu (70 000/65 000 – 40 000 př. Kr.), tedy v době středopaleolitického Würmu.
Samotná jeskyně je chráněna mohutným skalním převisem, vstup do ní se nachází v nadmořské výšce 242 metrů a je dlouhá jedenáct metrů. Vznikla činností termálních pramenů, jejichž minerály se ukládaly a vytvářely travertínovou kopu. Výhodná přirozená ochrana Prepoštské jeskyně proti klimatickým vlivům podmínila její osídlení na sklonku posledního severského zalednění, což potvrzují kosterní nálezy zvířat, žijících v tomto období, které byly kořistí tehdejších obyvatel.
První krok k archeologickým objevům udělal v roce 1926 bojnický probošt a amatérský archeolog Karol Anton Medvecký, který dal odstranit léty nahromaděný odpad a dal tak podnět k výzkumu. Vykopané nálezy se dostaly k posouzení Luboru Niederlemu a Karlu Absolonovi, kteří potvrdili významnost objevu jeho zařazením do období mladého paleolitu.
Opakované archeologické výzkumy ji zařadily mezi nejbohatší jeskynní sídliště na Slovensku, neboť se v ní a jejím okolí našlo více než tři tisíce artefaktů. Jejich výzkumem byla upřesněna i datace osídlení, což zařadilo Prepoštskou jeskyni k vzácným středopaleolitickým nalezištím nejen na Slovensku, ale i ve střední Evropě.
Jeskyně je chráněna jako národní přírodní památka.

## Muzeum pravěku
Muzeum pravěku Slovenska tvoří od roku 2007 naučnou historickou expozici, přímo na místech, kde žil neandrtálský pračlověk. Návštěvníkům ukazuje informace o období, v němž tito lidé žili, způsob jejich života, lovu a jídelníček.